# Srirangapatna

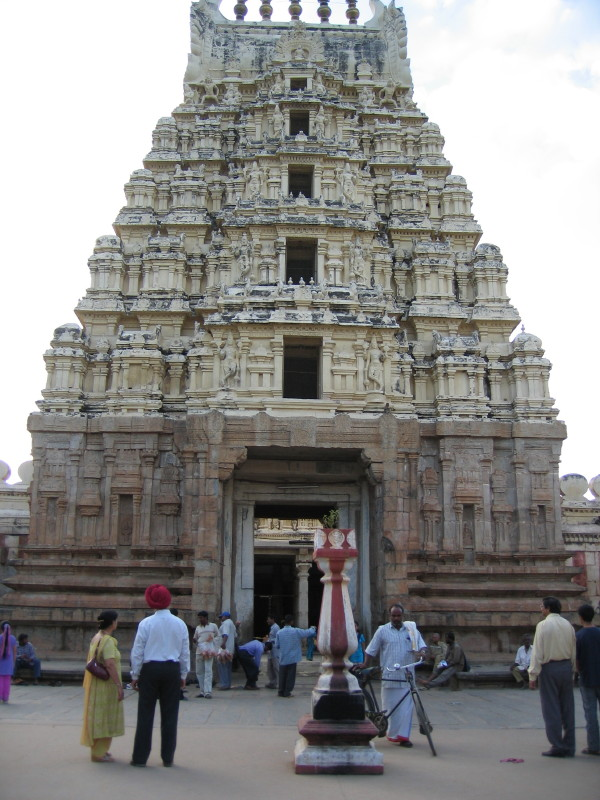
Świątynia lokalnej bogini Ranganatha

Srirangapattana ಶ್ರೀರಂಗಪಟ್ಟಣ (pisany również Srirangapatna, zanglizowany do Seringapatam podczas brytyjskiego panowania w Indiach Brytyjskich) jest miastem wielkiego religijnego, kulturalnego i historycznego znaczenia zlokalizowanym blisko miasta Mysore na południu indyjskiego stanu Karnataka.
Chociaż położony 13 km od miasta Mysore, Srirangapattana leży w sąsiednim dystrykcie Mandya. Całe miasto jest zamknięte przez rzekę Kaweri tworzącą wyspę. Miasto jest łatwo dostępne koleją z Bengaluru i Mysore, ma też dobre połączenie drogowe.